# Erwin Erdmann
Erwin Erdmann (* 5. Oktober 1942) war Fußballspieler in der DDR-Oberliga, der höchsten ostdeutschen Fußball-Klasse. Er spielte dort für Dynamo Dresden und Motor Zwickau. Mit Zwickau wurde er 1967 DDR-Pokalsieger.
Erdmann wechselte 1960 von der BSG Einheit Auerbach zum DDR-Ligisten Dynamo Dresden. Nachdem die Dresdner 1962 in die DDR-Oberliga aufgestiegen waren, bestritt Erdmann sein erstes Oberliga-Punktspiel am 25. November 1962 dem 13. Spieltag der Saison 1962/63 in der Begegnung Motor Karl-Marx-Stadt – Dynamo Dresden (2:0). Er wurde anstelle des etatmäßigen linken Verteidigers Gerhard Prautzsch eingesetzt. Am 14. und 18. Spieltag kam Erdmann zu zwei weiteren Oberligaeinsätzen, in denen er im Mittelfeld bzw. im Angriff spielte. Am Saisonende stieg Dresden wieder in die DDR-Liga ab. Erdmann kehrte daraufhin für zwei Jahre wieder zu Einheit Auerbach zurück. 
Zu Beginn der Saison 1965/66 stand Erdmann im Aufgebot der Oberligamannschaft von Motor Zwickau. Er bestritt zunächst die ersten vier Punktspiele als Mittel- bzw. Außenstürmer. Nach mehreren Spielen Pause absolvierte er noch das 11. und später die letzten drei Saisonspiele in der Oberliga, zuletzt wieder in Abwehr oder Mittelfeld. Die Spielzeit 1966/67 wurde zu Erdmanns erfolgreichster Oberligasaison. Er erkämpfte sich mit 21 von 26 möglichen Punktspieleinsätzen einen Stammplatz in der Motorelf, wobei er in der Regel als zentraler Abwehrspieler eingesetzt wurde. Am 30. April 1967 stand er mit Motor Zwickau im Endspiel um den DDR-Fußballpokal. Die Zwickauer gewannen mit Erdmann auf der linken Abwehrseite den Pokal mit einem 3:0-Sieg über Hansa Rostock. Die Saison 1967/68 brachte für Erdmann wieder etliche Ausfälle, sodass er nur zwölfmal in der Oberliga antreten konnte. Er bestritt jedoch im September und Oktober 1967 die beiden Europapokalspiele der Zwickauer gegen Torpedo Moskau (0:0, 0:1). Im Sommer 1968 absolvierte er am 17. und 24. August, den beiden ersten Saison-Spieltagen, seine beiden letzten Oberligaspiele, in denen er im rechten Mittelfeld eingesetzt wurde. 
Zum Ende seiner Laufbahn in der DDR-Oberliga war Erdmann, von Beruf Maschinenschlosser, knapp 26 Jahre alt. Über seinen weiteren Lebenslauf ist nichts bekannt.